# Conostomium
Conostomium là một chi thực vật có hoa trong họ Thiến thảo (Rubiaceae).

## Loài
Chi Conostomium gồm các loài: